# Wappen von Streudorf (Gunzenhausen)
Das Wappen von Streudorf ist das Hoheitszeichen der ehemaligen Gemeinde Streudorf, einem heutigen Gemeindeteil der Stadt Gunzenhausen im mittelfränkischen Landkreis Weißenburg-Gunzenhausen.

## Blasonierung
„Über von Silber und Schwarz geviertem Schildfuß in Rot halbleibs der silbern gekleidete hl. Veit, der in der Rechten eine goldene Palme, in der Linken ein goldenes Evangelienbuch hält.“

## Geschichte
Der heilige Veit weist auf das Kloster Herrieden hin, dem das Dorf Streudorf gehörte und dessen Schutzpatron der Heilige war. Der Schildfuß stammt aus dem Wappen der Markgrafen von Ansbach.